# Belaja Kalitwa
Belaja Kalitwa (russisch Бе́лая Калитва́) ist eine russische Stadt mit 43.651 Einwohnern (Stand 14. Oktober 2010) in der Oblast Rostow.

## Geografie
Belaja Kalitwa liegt am östlichen Ufer des Flusses Sewerski Donez, an der Mündung des Nebenflusses Kalitwa. Die Entfernung zur Gebietshauptstadt Rostow am Don beträgt knapp 170 km, die nächstgelegene Stadt ist das 50 km von Belaja Kalitwa entfernte Kamensk-Schachtinski. Die umgebende Landschaft ist geprägt durch das waldlose Steppengebiet des Donezbeckens.

## Geschichte
Der Ort entstand 1703 als Kosaken-Staniza, die ursprünglich den Namen Ust-Belokalitwenskaja trug, was übersetzt „(Staniza an der) Mündung der Weißen Kalitwa“ bedeutet. Hierbei wurde der Fluss aufgrund des kreidehaltigen Gesteins an seinen Ufern als weiß bezeichnet. Bis ins 20. Jahrhundert hinein war der Ort vorwiegend von Donkosaken bewohnt.
Mit der Entwicklung der Industrie in der ersten Hälfte des 20. Jahrhunderts wurde der Ort zu einer Arbeitersiedlung. Am 7. März 1923 wurde der Ort erstmals Verwaltungszentrum eines Rajons, der zunächst bis zu seinem Anschluss an den Rajon Schachty am 20. August 1931 Bestand hatte und am 8. Oktober 1934 wieder ausgegliedert wurde. Spätestens in den 1930er-Jahren bürgerte sich für den Ort die heutige Bezeichnung ein, und am 29. April 1941 erhielt sie den Status einer Siedlung städtischen Typs.
Während des Überfalls auf die Sowjetunion im Zweiten Weltkrieg war Belaja Kalitwa vom 20. Juli 1942 bis zum 19. Januar 1943 von deutschen Truppen besetzt. In dieser Zeit wurde im Ortsteil Forschtadt (Форштадт, von deutsch Vorstadt, einer ab 1912 bei der neu errichteten Bahnstation südlich des Ortes jenseits der Kalitwa entstandenen und 1925 eingemeindeten Siedlung) ein Zwangsarbeiterlager eingerichtet, in dem die von deutschen Truppen aus Stalingrad vertriebene Zivilbevölkerung für den Arbeitseinsatz selektiert wurde. Wer für den Arbeitseinsatz in Deutschland nicht in Frage kam, wurde „in die Steppe geschickt“, formal auf einen hundert Kilometer langen Marsch Richtung Kalatsch am Don, was bei den eisigen Temperaturen im Winter 1942/43 einem Todesurteil gleichkam. Für die Zeit der Okkupation sind für den Ort (für die eigentliche „Forschtadt“, aber auch für ganz Belaja Kalitwa) auch die  Schreibweisen Forstadt, Forschstadt oder Forchstadt anzutreffen.
Am 29. August 1958 erhielt Belaja Kalitwa den Stadtstatus.

### Bevölkerungsentwicklung
| Jahr | Einwohner |
| ---- | --------- |
| 1939 | 8.198     |
| 1959 | 23.533    |
| 1970 | 30.857    |
| 1979 | 38.038    |
| 1989 | 47.803    |
| 2002 | 47.347    |
| 2010 | 43.651    |

Anmerkung: Volkszählungsdaten

## Wirtschaft und Verkehr
Der wichtigste Industriebetrieb in Belaja Kalitwa ist das Aluminium-Metallurgiewerk BKMPO. Weitere Wirtschaftszweige sind Maschinenbau, Nahrungsmittelindustrie sowie Steinkohleförderung im nahe gelegenen östlichen Teil des Donezbeckens.
Nahe der Stadt verläuft die Fernstraße M21, die die wichtigste Straßenverkehrsverbindung für Belaja Kalitwa darstellt. Außerdem gibt es einen Bahnhof mit Zugverbindungen unter anderem nach Rostow am Don.

## Söhne und Töchter der Stadt
- Anatoli Tischtschenko (* 1970), Kanute
- Alexander Kowaljow (* 1975), Kanute
- Dmitri Pjatibratow (* 1976), Fußballspieler und -trainer
- Roman Sarubin (* 1976), Kanute
- Roman Adamow (* 1982), Fußballspieler
- Michail Tamonow (* 1992), Kanute